# Flight 666
Flight 666 er en dobbelt live CD, indspillet af Iron Maiden, udgivet den 22. maj 2009 på EMI. Introen og de 16 skæringer er optaget i 16 forskellige byer i Amerika under Somewhere Back in Time turneen i perioden 1. februar til 16. marts 2008.

## Indhold
CD'ens intro er en tale af Winston Churchill i det britiske parlament 4. juni 1940, normalt omtalt som "We Shall Fight On The Beaches" – talen. Introens citat af passagen "We shall go on to the end, we shall fight in France, we shall fight on the seas and oceans, we shall fight with growing confidence and growing strength in the air, we shall defend our Island, whatever the cost may be, we shall fight on the beaches, we shall fight on the landing grounds, we shall fight in the fields and in the streets, we shall fight in the hills; we shall never surrender.." følges op af "Aces High".
Denne CD indeholder 10 af de sange, som indgik på Live After Death fra 1985, men er bl.a. suppleret med titelnummeret fra Fear of the Dark, som i øvrigt er det "nyeste" nummer på udgivelsen. "2 Minutes To Midnight", "Revelations", "The Number Of The Beast", "Run To The Hills","Hallowed Be Thy Name", "Fear Of The Dark" og "Iron Maiden" er næsten altid på programmet ved en Iron Maiden koncert, mens de fleste af de øvrige numre ikke havde været på turné i op mod 20 år. Bandet har selv fremhævet "Rime Of The Ancient Mariner" og "Moonchild" som særligt fornøjelige at genoptage.

## Turneens forløb
Begivenhederne startede i Indien og sluttede i Canada. Transporten foregik i en Boeing 757 på grund af de lange afstande, der skulle tilbagelægges på kort tid. Flyet måtte ombygges for 500.000$ for at kunne rumme udstyret, og der var ikke plads til den udgave af maskotten Eddie, som havde deltaget i den forudgående europæiske del af showet. De fleste koncerter var udsolgt, bl.a. i Costa Rica og i Bogota, Columbia, hvor bandet aldrig tidligere havde optrådt. I Bogota opstod der tumult, da de 50.000 legale tilskuere fik følgeskab af ca. 5000 fans, som trængte gennem afspærringerne.

## Spor

### CD 1
1. "Intro: Churchill's Speech"
2. "Aces High"
3. "2 Minutes To Midnight"
4. "Revelations"
5. "The Trooper"
6. "Wasted Years"
7. "The Number Of The Beast"
8. "Can I Play With Madness"
9. "Rime Of The Ancient Mariner"

### CD 2
1. "Powerslave"
2. "Heaven Can Wait"
3. "Run To The Hills"
4. "Fear Of The Dark"
5. "Iron Maiden"
6. "Moonchild"
7. "The Clairvoyant"
8. "Hallowed Be Thy Name"

## Musikere
- Bruce Dickinson – Vokal
- Dave Murray – Guitar
- Adrian Smith – Guitar, bagvokal
- Steve Harris – Bas, bagvokal
- Janick Gers – Guitar, bagvokal
- Nicko McBrain – Trommer